# 仙境傳說2
仙境傳說2：Legend of The Second或RO2: LotS（韓語： / 英語：）為「仙境傳說2：世界之門」的新作品，由南韓Gravity公司製作發行的大型多人線上角色扮演遊戲（MMORPG），為知名MMORPG「仙境傳說」的續篇。2014年6月公測，2019年1月宣布停止更新。

## 故事背景
將近L.C 1000年 ，在1000年前世界發生了一次恐怖的災難，光明之神貝爾德之子聖里夫拯救了世界。而大約20年前，大陸東西方的Norman又發生了毀滅性的戰爭，雖然已經回復和平，但發生許多奇怪事件。黑暗的流浪者Dimago開始甦醒，亦Ellr離開了他們原本居住的領土前往大地樹研究它的死亡。

## 新增及系統改善
仙境傳說2改進了許多「仙境傳說」內原有的特色，亦加入少量新元素。以下是在仙境傳說2中值得注意的新原素和改進：
- 全3D畫面，但保留「仙境傳說」的原有風格。
- 以真實情感表示取代表情符號，玩家角色表現情感動作。
- 反強盜系統，以處罰玩家取代給受害者保償。
- 安全交易系統
- 游泳及跳躍
- DNA系統

## 主要特色
- 複合職業變換系統 (Complex Job Change System)
- 特化職業系統 (Specialty Job System)
- 裝備成長系統 (Equipment leveling System)

## 外部連結
- 美國RO2官方網頁（页面存档备份，存于）
- 韓國RO2官方網頁
- 日本RO2官方網頁（页面存档备份，存于）
- 台灣RO2官方網頁
- 中國大陸RO2官方網頁
- 新馬RO2官方網頁（页面存档备份，存于）
- Gravity Corp.網站
- Ro2 仙境傳說2 - 遊戲新幹線（页面存档备份，存于）